# جیمز اچ. وایت
جیمز اچ. وایت (انگلیسی: James H. White؛ ‏ ۱۸۷۲ – ۱۹۴۴) بازیگر، تهیه‌کننده فیلم، کارگردان فیلم و فیلم‌بردار اهل کانادا بود و یکی از پیشگامان سینمای کانادا بود که بیش از ۵۰۰ فیلم کوتاه داستانی و مستند ساخت.